# Панамска балбоа
Панамска балбоа је национална валута Панаме. ISO 4217 код валуте је PAB. Названа у част шпанског истраживача, конкистадора Васка Нуњеза де Балбое. Симбол који се користи за ову валуту је B/ или B.
Балбоа је, након проглашења панамске независности, 1904. године, замијенила колумбијски песо. Везана је уз амерички долар у размјеру 1:1. Данас се у Панами амерички долар такође користи као званично средство плаћања, јер Панамска национална банка не издаје новчанице балбое, него само кованице од 1, 5, 10, 25 и 50 сентесима.